# پلیس خفن (فیلم ۲۰۰۷)
پلیس خفن (به انگلیسی: Hot Fuzz) فیلمی در ژانر اکشن-کمدی-هجو به کارگردانی ادگار رایت که در سال ۲۰۰۷ ساخته شد. این فیلم دومین قسمت از سه‌گانه سه طعم کورنتو است.

## خلاصه فیلم
نیکلاس انجل، از پلیس‌های برتر لندن است که به‌دلیل توطئه همکارانش به شهر کوچکی منتقل می‌شود. در ابتدا همه‌چیز آرام است اما پس از رخ دادن یک قتل او به همه‌چیز مشکوک می‌شود و به کمک همکار چاقش دنی بارتمن، به دنبال کشف راز ماجراست.